# 利努斯·卡尔松
利努斯·卡尔松（瑞典語：Linus Karlsson，1989年7月4日—），瑞典男子乒乓球运动员。他曾代表瑞典参加2008年、2012年、2016年和2020年夏季残疾人奥林匹克运动会乒乓球比赛，其中2016年夏季残奥会获得一枚银牌。